# Cygnus NG-21
Cygnus NG-21 – misja statku transportowego Cygnus, przeprowadzona przez prywatną firmę Orbital ATK w okresie od 6 sierpnia 2024 do 30 marca 2025. Zleceniodawcą była amerykańska agencja kosmiczna NASA, w ramach programu Commercial Resupply Services, w celu zaopatrzenia Międzynarodowej Stacji Kosmicznej.